# Mairie d'Hellemmes (métro de Lille)
Mairie d'Hellemmes est une station de métro française de la ligne 1 du métro de Lille. Située à Lille, dans la ville-associée Hellemmes-Lille, elle dessert la commune associée d'Hellemmes-Lille.
Mise en service en 1983 sous le nom « Hellemmes », la station change de nom en 2017.

## Situation
La station de métro Mairie d'Hellemmes de la ligne 1 dessert la commune associée Hellemmes-Lille.
Elle est située sur la ligne 1 entre les stations Square Flandres et Marbrerie à Lille.

## Histoire
La station est inaugurée le jour du passage de François Mitterrand, le 25 avril 1983, sous le nom « Hellemmes ».
Des travaux sont mis en place en 2015 pour le prolongement des quais. Ses quais vont être allongés pour atteindre 52 mètres afin d'accueillir des rames de quatre voitures et ces travaux devraient s'achever en 2019-2020.
Avec sept autres stations, la station est renommée le 6 mars 2017. Elle prend, à partir de ce jour, le nom de « Mairie d'Hellemmes ».

## Service aux voyageurs

### Accueil et accès
La station Mairie d'Hellemmes est située sur la place Hentgés, véritable centre de la commune associée, servant de place du marché et où est installé l'espace des Acacias, à proximité du parc de l'Hôtel de Ville.
Entièrement souterraine, elle accuse majoritairement de la couleur orange.
Disposant de plusieurs entrées et sorties situées sur la place Hentgés et la rue Roger-Salengro, et de deux ascenseurs en surface, la station est bâtie sur deux niveaux : le niveau -1 (vente et compostage des billets puis choix de la direction du trajet) et le niveau -2 (accès à la ligne 1 avec voies centrales et quais opposés).

Architecture intérieure
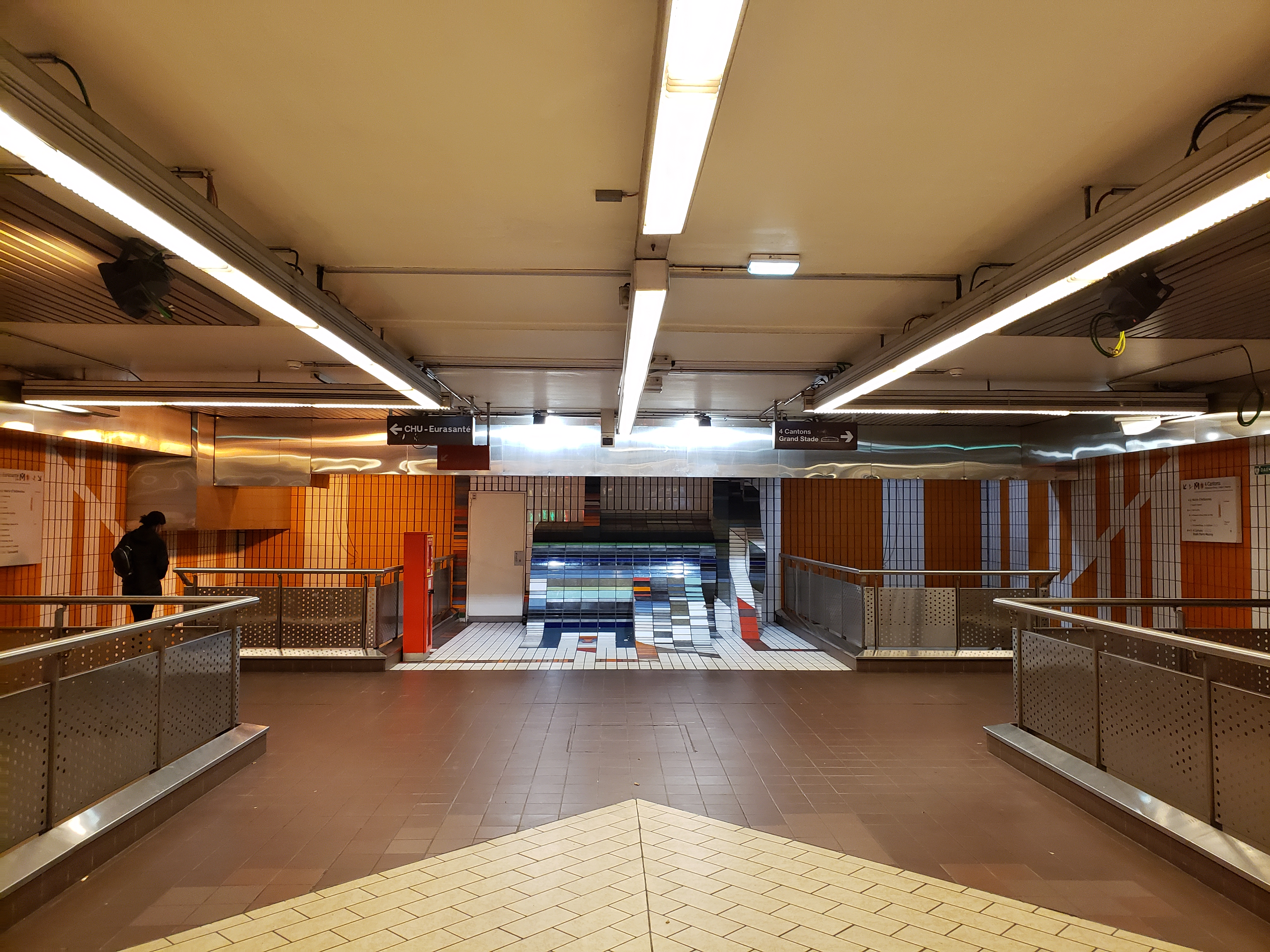
Vue générale de la mezzanine
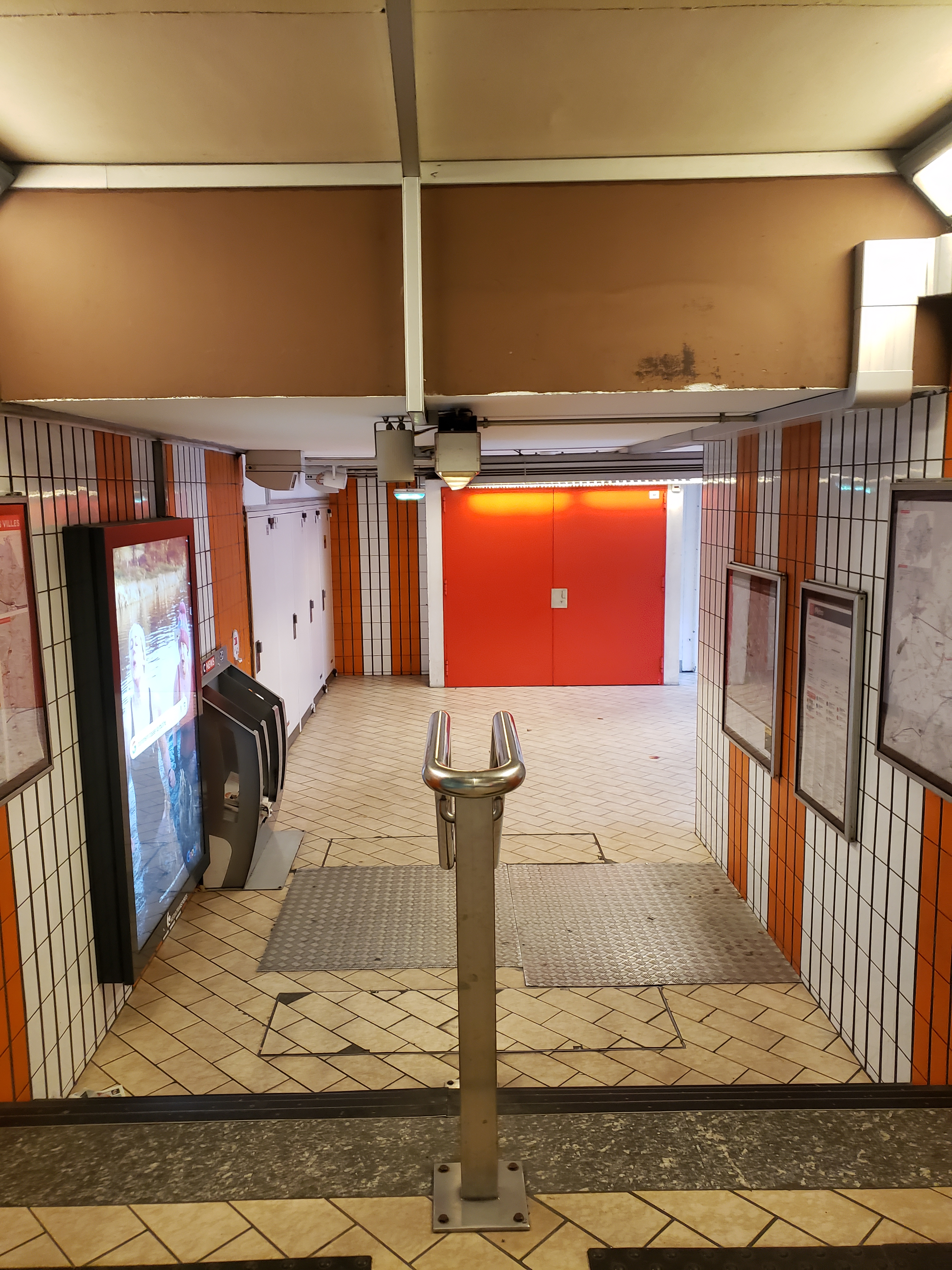
Couloir d'accès principal débouchant place Hentgés
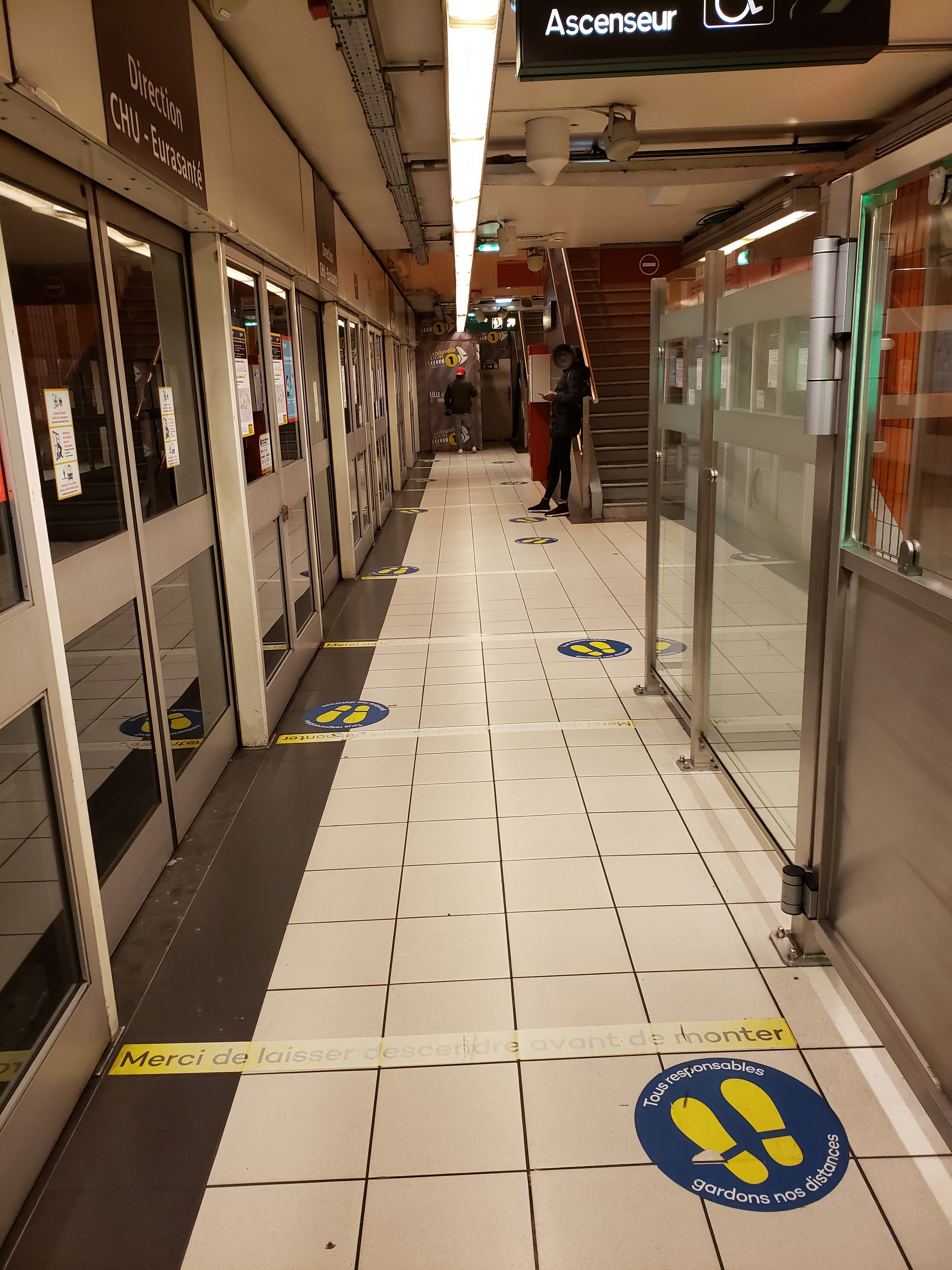
Quai en direction de CHU - Eurasanté

### Intermodalité
Une station V'Lille est située à proximité de la station.
La station est desservie par la ligne C9 du réseau Ilévia. Elle est également desservie par la ligne de nuit N1 en dehors des heures de fonctionnement du métro.

## L'art dans la station
Une œuvre de Danielle Hemerick est installée dans la station. L'ensemble, réalisé dans les Yvelines et monté sur place, est composé de grès émaillé, de papier de verre et de galets de mer.

## À proximité
- Église Saint-Denis
- Parc de l'Hôtel de ville
- Espace des Acacias
- Marché d’Hellemmes (uniquement le mercredi et le samedi)